# Brenda Cliette
Brenda Cliette (* 5. September 1963) ist eine ehemalige US-amerikanische Sprinterin.
Bei den Panamerikanischen Spielen 1983 in Caracas siegte sie in der 4-mal-100-Meter-Staffel.

## Persönliche Bestzeiten
- 50 m (Halle): 6,31 s, 27. Januar 1985, Rosemont
- 100 m: 11,30 s, 21. Mai 1983, Knoxville
- 200 m: 22,81 s, 22. Juni 1984, Los Angeles
- 400 m: 51,75 s, 31. Mai 1986, San José